# Automatic Man (album)
Automatic Man è il primo album dell'omonimo gruppo. È stato pubblicato nel 1975 dalla Island Records.

## Tracce
1. Atlantis Rising Fanfare
2. Comin' Through
3. My Pearl
4. One and One
5. Newspapers
6. Geni-Geni
7. Right Back Down
8. There's a way
9. I.T.D. interstellar tracking devices
10. Automatic Man
11. Atlantis Rising Theme
12. Turning of The Axis